# 피오나 구벨만
피오나 구벨만(Fiona Gubelmann, 1980년 3월 30일 ~ )은 미국의 배우이다.

## 출연 작품
- 디스패치 (2016)
- 블링크: 침묵의 시간 (2014)
- 윌프레드 시즌4 (2014)
- 윌프레드 시즌3 (2013)
- 윌프레드 시즌2 (2011)
- 윌프레드 시즌1 (2007)
- 블레이즈 오브 글로리 (2007)
- 블루 데몬 (2004)
- 임프로리 오브 더 먼쓰 (2004)